# Sant'Agata di Militello

Ubicació de Sant'Agata di Militello dins de la província

Sant'Agata di Militello (sicilià Sant'Àita di Militieddu) és un municipi italià, dins de la ciutat metropolitana de Messina. L'any 2009 tenia 13.143 habitants. Limita amb els municipis d'Acquedolci, Militello Rosmarino, San Fratello i Torrenova.

## Administració
| Període | Identitat     | Partit      |
| ------- | ------------- | ----------- |
| 2008-   | Bruno Mancuso | Centredreta |